# Ilie Ier de Moldavie
Ilie Ier de Moldavie, (né le 20 juillet 1409 mort le 23 avril 1448) est voïvode de Moldavie de 1432 à 1433 et de 1435 à 1442. La monarchie étant élective dans les principautés roumaines (comme en Hongrie et Pologne voisines), le prince (voïvode, hospodar ou domnitor selon les époques et les sources) était élu par et parmi les boyards et, pour être nommé, régner et se maintenir, s'appuyait fréquemment sur les puissances voisines, hongroise, polonaise ou ottomane.

## Biographie
Ilie (Élie) est l'aîné des fils légitimes survivants d'Alexandre Ier le Bon et de sa seconde épouse. Associé au trône depuis 1414, il devient prince de Moldavie à la mort de son père le 1er janvier 1432. Il est vaincu à la bataille de Loloni en octobre 1433 par son demi-frère Étienne II de Moldavie (roumain Ștefan II ) qui est reconnu prince de Moldavie par les boyards. Ilie Ier fait alors noyer Stanca, la mère d'Étienne.
Le 4 août 1435 le prince Ilie réfugié en Pologne revient avec une armée en Moldavie et après l'indécise bataille de Podraga il accepte un compromis avec son compétiteur. Il est de nouveau reconnu prince de Moldavie dans la partie nord du pays avec Suceava et Iași, pendant qu' Étienne II conserve la partie sud avec les villes de Vaslui, Bârlad, Tecuci, Chilia et Cetatea Albă.
En août ou septembre 1442, l'accord est rompu et Étienne II chasse Ilie et devient seul prince de Moldavie. Étienne II, capture son frère et le fait aveugler en 1444 pour venger sa mère exécutée par lui en 1433. Ilie Ier infirme renonce alors à la lutte et meurt le 23 avril 1448.

## Union et descendance
Du fait de son union avec Marinka Holczanska le 23 octobre 1425, il était devenu le beau-frère du roi de Pologne Ladislas II Jagellon. Il eut trois enfants :
- Roman II Mușat né 1427 prince de Moldavie.
- Alexandre II né en 1429 prince de Moldavie.
- Anastasia dotée par Pierre III Aron le 6 octobre 1455.

## Sources
- Nicolas Iorga Histoire des Roumains, Vol. IV, les chevaliers. Bucarest (1937)
- Grigore Ureche Chronique de Moldavie Traduite et annotée par Émile Picot,  E Leroux Paris (1878).
- (ro) Constantin C. Giurescu & Dinu C. Giurescu, Istoria Românilor Volume II (1352-1606), Editura Ştiinţifică şi Enciclopedică, Bucarest, 1976, p. 132-135.
- Jean Nouzille La Moldavie, Histoire tragique d'une région européenne, Éd. Bieler,  (ISBN 2-9520012-1-9)